# Llobera
Llobera (em catalão e oficialmente) ou Llovera (em castelhano) é um município da Espanha na comarca de Solsonès, província de Lérida, comunidade autónoma da Catalunha. Tem 39,2 km² de área e em 2021 tinha 187 habitantes (densidade: 4,8 hab./km²).

## Demografia
| Variação demográfica do município entre 1991 e 2004 [carece de fontes?] | Variação demográfica do município entre 1991 e 2004 [carece de fontes?] | Variação demográfica do município entre 1991 e 2004 [carece de fontes?] | Variação demográfica do município entre 1991 e 2004 [carece de fontes?] |
| ----------------------------------------------------------------------- | ----------------------------------------------------------------------- | ----------------------------------------------------------------------- | ----------------------------------------------------------------------- |
| 1991                                                                    | 1996                                                                    | 2001                                                                    | 2004                                                                    |
| 251                                                                     | 240                                                                     | 218                                                                     | 223                                                                     |